# ألين دانزيغر
ألين دانزيغر (بالإنجليزية: Allen Danziger)‏ مواليد 23 يوليو 1942 في بوسطن، هو ممثل أمريكي بدأ مسيرته الفنية سنة 1969. من أعماله مجزرة منشار تكساس. امتدت مسيرته الفنية لأكثر من 44 عاما. درس في جامعة تكساس في أوستن.

## روابط خارجية
- ألين دانزيغر على موقع IMDb (الإنجليزية)
- ألين دانزيغر على موقع ألو سيني (الفرنسية)
- ألين دانزيغر على موقع قاعدة بيانات الفيلم (الإنجليزية)